# Callisthenia angusta
Callisthenia angusta là một loài bướm đêm thuộc phân họ Arctiinae, họ Erebidae.